# 假種皮

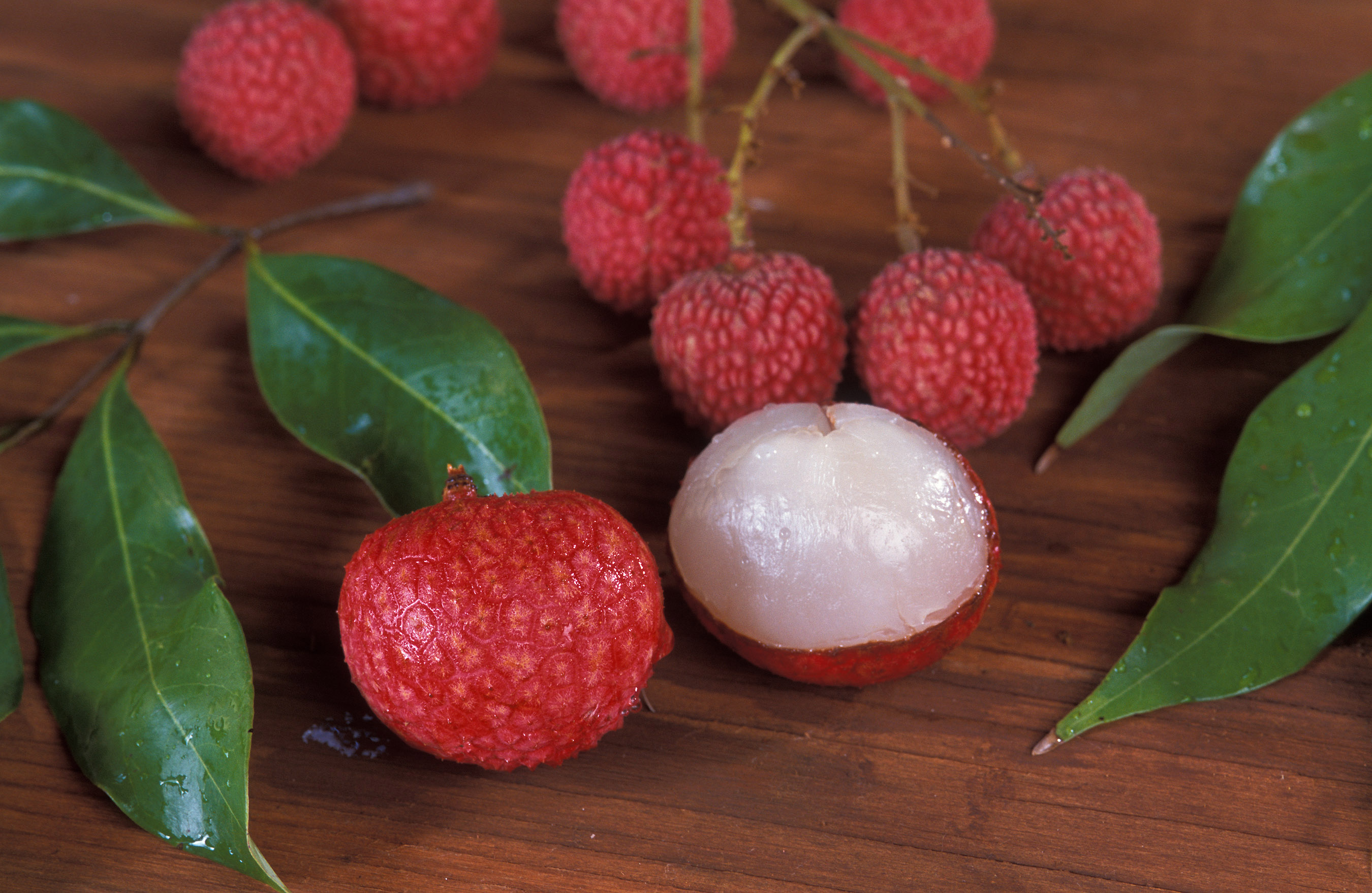
荔枝可食的部分為假種皮

假種皮（aril, arillus），亦作臨時種皮、種衣，是一種附著於種子表面，將種子外側覆蓋起來的構造。相較於種皮為珠被發育而成，假種皮常由珠柄（胚珠與子房相連的構造，又稱胎座）發育而成，也可能來自胚珠的其他部分（如珠孔），後者有時亦被稱為擬假種皮（arillode, false aril）。假種皮通常如果肉般顏色鮮豔且肉質可食，可吸引動物取食以協助傳播種子，如龍眼、荔枝、榴蓮與阿開木等可食用部份就是假種皮。
此外，裸子植物的胚珠沒有子房保護，通常不會形成果實，種子裸露。有些裸子植物的種子外部會包覆一層肉質物，外觀上形似果實，那純粹是由其假種皮發育而來，屬於假果，如紅豆杉、核果杉與紐西蘭雞毛松等裸子植物的種子皆屬之。

## 實例
歐洲的東北紅豆杉的種子是假種皮的典型例子，其種子紅色膨大的構造即為假種皮，假種皮初時為種子基部的綠色構造，隨著種子的發育漸轉為棕色或紅色，並包覆整個種子，左圖成熟的紅色種子兩旁是未成熟的種子。紐西蘭雞毛松為紐西蘭的原生植物，其假種皮發育成的果實稱為koroi，曾為毛利人的食物來源。

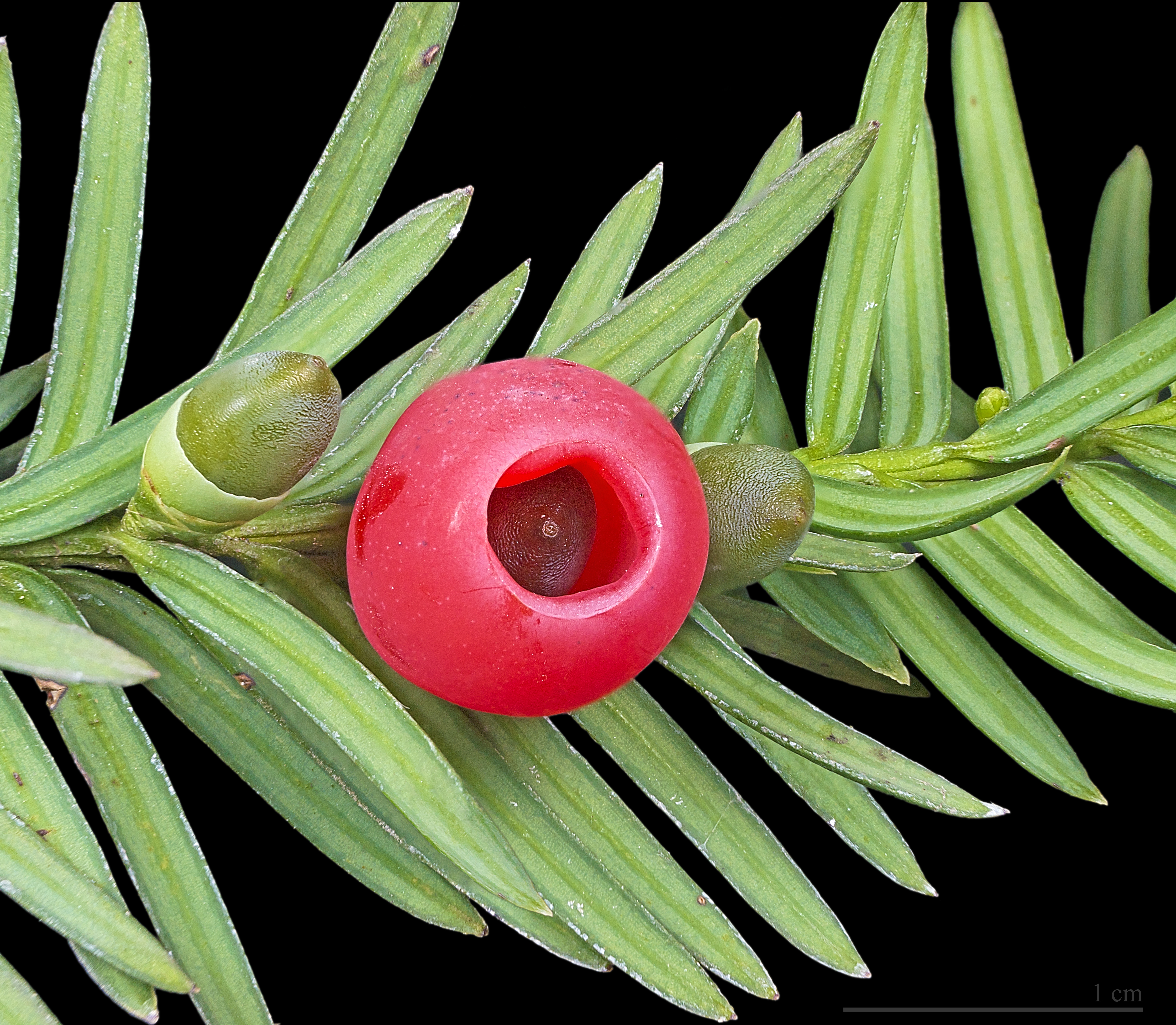
歐洲的東北紅豆杉的紅色的肉質假種皮包裹的種子
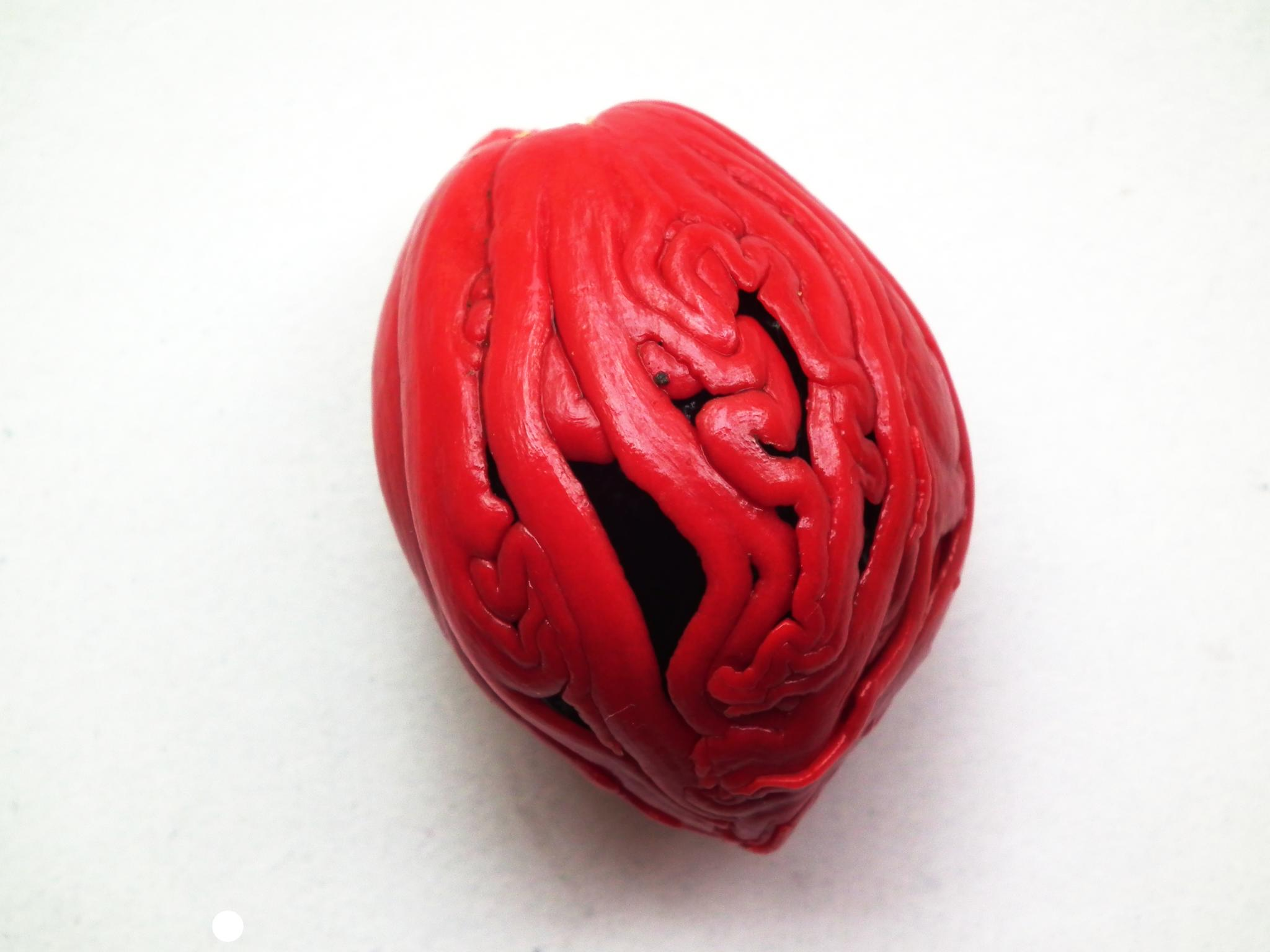
肉豆蔻種子表面的假種皮
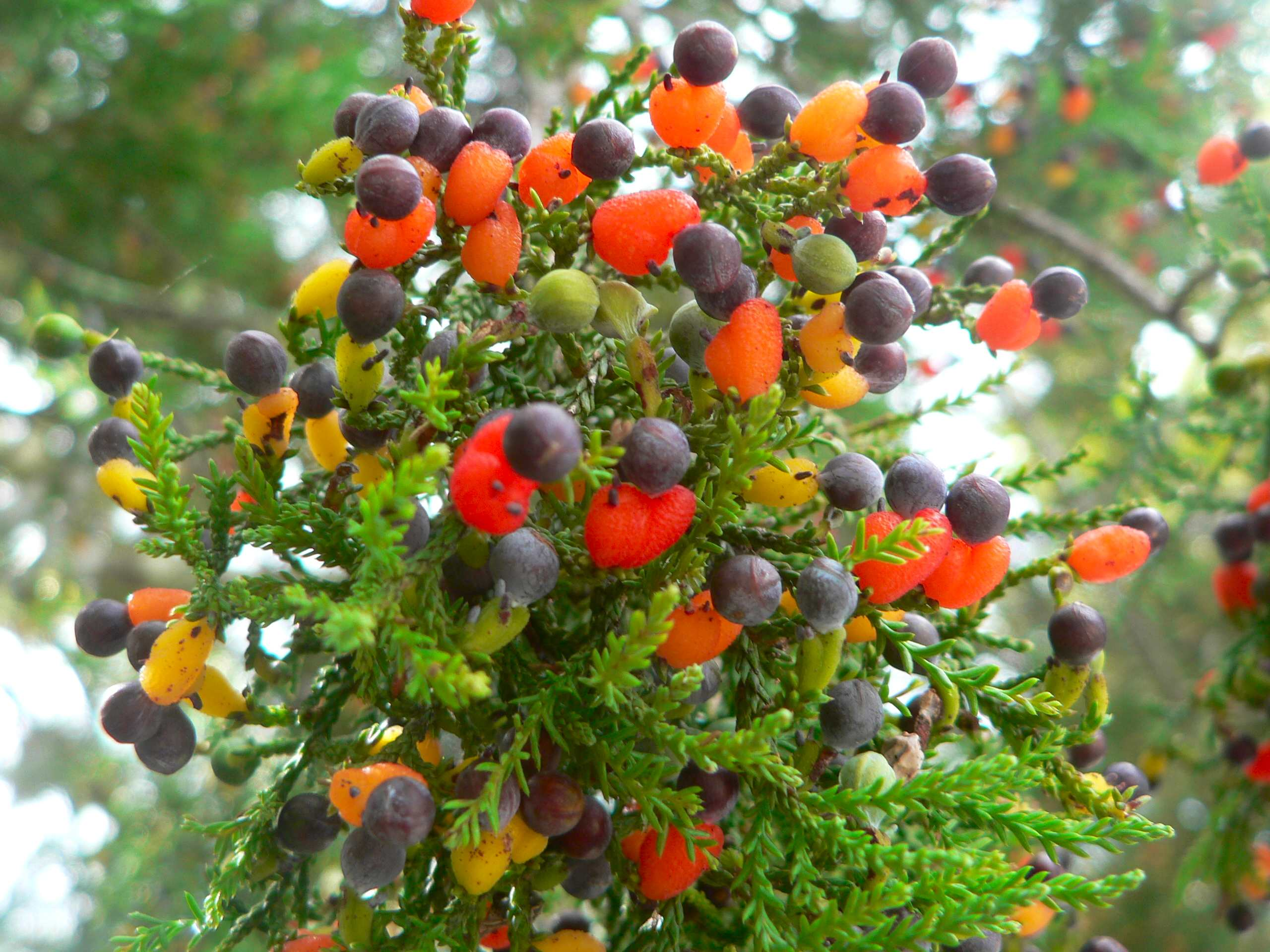
紐西蘭雞毛松種子的假種皮
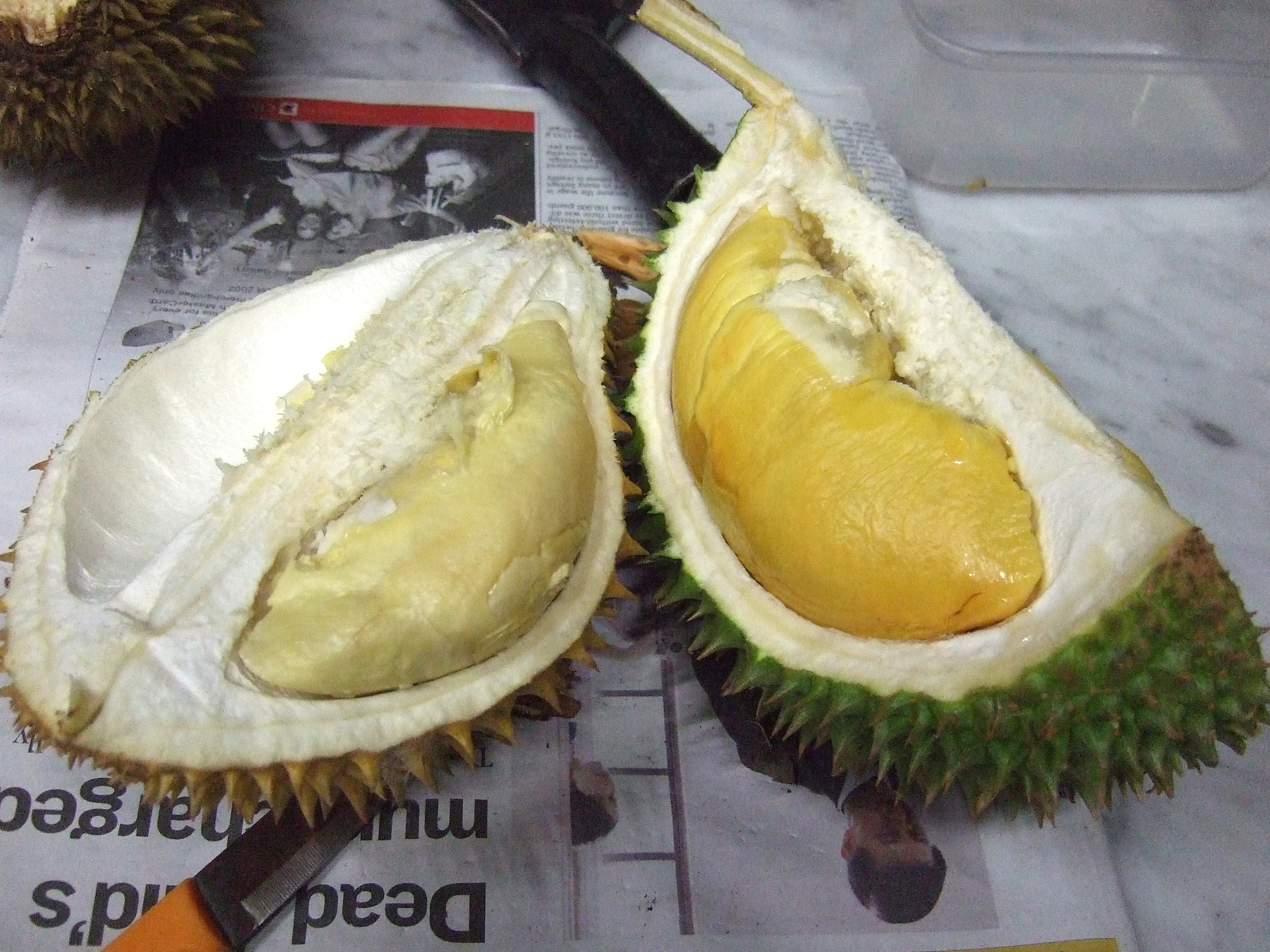
榴蓮可食的部分為假種皮